# Orthetrum migratum
Orthetrum migratum là loài chuồn chuồn trong họ Libellulidae. Loài này được Lieftinck mô tả khoa học đầu tiên năm 1951.